# 恐怖のヤッちゃん
『恐怖のヤッちゃん』（きょうふのヤッちゃん）は、1987年7月4日に公開された日本映画。金子修介監督。
当時ニッポン放送で放送されていたラジオ番組『三宅裕司のヤングパラダイス』の人気コーナー「あなたも体験・恐怖のヤッちゃん」を、オリジナルストーリーで映画化したものである。
東映京都撮影所お得意のヤクザ映画であるが、完全なコメディタッチで描かれており洛西ニュータウンのロケを生かした青春映画にもなっている。キャストもオーディション起用や金子組常連の俳優が中心となっているが、東映京都実録路線からも室田日出男、片桐竜次らが参加している。

## あらすじ
鉄・明夫・春樹のオチャラケ3人組高校生が平和に暮らす桜町に、ある日、謎のぬいぐるみ劇団が現れた。そして公共施設の部屋を借りる契約を締結するやいなや、被っていた羊の皮の下の正体を誇示した。彼らは大阪のヤッちゃんグループ「陣内組」だった。町中が恐怖のどん底に叩き落された最中、鉄は転校してきたひとりの美少女との交際をスタートさせたが、その美少女・くるみは陣内組組長の一人娘だった。ヤッちゃんとのくされ縁もスタートする羽目となり鉄たちは散々な目に遭う。

## キャスト
- 井上鉄：山本陽一
- 小山明夫：松田洋治
- 田中春樹：南渕一輝
- 陣内くるみ（組長の娘）：土田由美
- 冒頭部のゴミ出しヤッちゃん：三宅裕司
- 卑屈な床屋：小倉久寛
- 冒頭部のエレベーター内ヤッちゃん：佐藤忠志
- スーパーの店長：ベンガル
- マコト（陣内組組員）：米山善吉
- 中真田（ケーブルテレビ番組司会者）：三波豊和
- 井上久（鉄の父）：宮本悦朗
- ご町内歌手：嘉門達夫
- 大河内（陣内組若頭）：原田大二郎
- 陣内千太郎（陣内組組長）：室田日出男
- 服部さち子（鉄たちのクラス担任）：渡辺典子
- 陣内組幹部：上田耕一
- 任侠会幹部：片桐竜次
- 木田三千雄
- 丸平峯子
- 山本亨
- 岩尾正隆
- タグマ：堀健一
- 織田：石坂嘉英
- 飛車角：吉武宏幸
- 吉良常：いぐち武士
- アラシ：床井照男
- 任侠乱：棚橋俊之
- 任侠暴：中根優能
- 任侠狂：西村知彦
- 橋場（任侠会跡目）：加山鉱平
- マウス：永田博康

ほか

## スタッフ
- 監督：金子修介
- 脚本：一色伸幸
- 音楽：梅林茂
- 撮影：北坂清
- 美術：佐野義和
- 編集：玉木濬夫
- 主題歌：土田由美withヤッちゃんズ「恐怖のヤッちゃん～愛と抗争の日々」
- 挿入歌：渡辺典子「仕返しロングシュート」
- EDソング：土田由美「夢で出逢った少年」
- 技斗：土井淳之祐、三好郁夫
- ロケ協力：神戸電鉄、京都近鉄百貨店、嵐峡館
- プロデューサー：豊島泉、厨子稔雄
- 企画：佐藤雅夫
- 製作協力：サンダンス・カンパニー
- 企画協力：ニッポン放送「三宅裕司のヤングパラダイス」、アミューズ・シネマ・シティ
- 配給：東映
- 配給：東映洋画

## 同時上映
『新宿純愛物語』
- 主演 - 仲村トオル / 監督 - 那須博之 / 脚本 - 那須真知子